# Landgraviato de Hesse
El landgraviato de Hesse fue un Estado dentro del Sacro Imperio Romano Germánico. Existió como entidad única desde 1264 hasta 1567, cuando Felipe I dividió el territorio entre sus cuatro hijos.

## Ubicación
Su territorio histórico se ubicaba en el norte y centro del moderno Estado de Hesse, en lo que actualmente es Alemania. Tuvo como capital durante breve tiempo a Marburgo y Gudensberg, pero desde 1277 su capital sería la ciudad de Kassel. Antes de 1500, el landgraviato había extendido sus límites hasta los ríos Rin y Neckar. Fue gobernado durante toda su historia por la Casa de Hesse.

## Historia
A inicios de la Edad Media, Hesse formaba parte del Landgraviato de Turingia. Tras la muerte sin hijos de Luis IV de Turingia y la Guerra de Sucesión Turingia, Hesse fue heredado por el hijo menor del duque Enrique II de Brabante. Enrique I de Hesse, el Niño, se convirtió así en el primer landgrave de Hesse en 1246, independizando esta parte del resto de Turingia, que fue heredado por la Casa de Wettin.
El landgraviato fue confirmado en 1292 por el rey Adolfo de Alemania.
Durante el gobierno del landgrave Felipe I, el Magnánimo, Hesse alcanzó relevancia al abrazar la causa protestante y ser uno de los poderosos Estados pioneros defensores de la reforma, junto a Sajonia y Wurtemberg.

### Divisiones
Como muchos Estados del Imperio, Hesse se dividió entre ramas de la misma dinastía en varias ocasiones; sin embargo, estas primeras divisiones no tuvieron continuidad. La primera división tuvo lugar a la muerte del primer landgrave en 1308, cuando sus dos hijos heredaron el Bajo Hesse (bajo el gobierno de Otón, con capital en Kassel) y el Alto Hesse (gobernado por Juan, con capital en Marburgo). Cuando Juan murió en 1311, el landgraviato se reunificó bajo su hermano Otón.
El landgraviato se dividió definitivamente a la muerte de Felipe el Magnánimo en 1567. Felipe repartió Hesse entre sus cuatro hijos varones de su primer matrimonio; de esa división surgieron cuatro landgraviatos:
- Landgraviato de Hesse-Kassel
- Landgraviato de Hesse-Marburgo
- Landgraviato de Hesse-Rheinfels
- Landgraviato de Hesse-Darmstadt

De todos ellos, sólo Hesse-Kassel y Hesse-Darmstadt sobrevivirían hasta los siglos XIX y XX, respectivamente. Al no constituir un Estado unificado, la influencia de Hesse dentro del Imperio decayó significativamente.

## Lista de Landgraves de Hesse
| Imagen | Inicio                  | Final                   | Nombre | Notas |  | Consorte | Inicio                                         | Final                                       |
|        | 1264                    | 21 de diciembre de 1308 | Enrique I el Niño (24 de junio de 1244-21 de diciembre de 1308)                                                                | Primer landgrave de Hesse. En 1247, su madre Sofía de Brabante lo proclamó heredero de los ludovingios, que habían desaparecido en la línea masculina, y después de una larga guerra de sucesión, fue reconocido como gobernante de la Baja y la Alta Hesse en 1263. Se considera, junto con su madre, el fundador de la Casa de Hesse.En 1292 surgió un conflicto interno sobre la cuestión de su sucesor; su 2.ª esposa, Matilde exigió que sus hijos recibieran parte de la herencia, mientras que Enrique y Otón, hijos varones con su primera esposa, insistieron en excluirlos, lo que llevó a una guerra civil que duró el resto de la vida de Enrique. Después de su muerte, la herencia se dividió entre Otón, quien recibió Alto Hesse (Oberhessen) alrededor de Marburgo, y Juan, que recibió Baja Hesse (Niederhessen), en torno a Kassel. Luis el hermano menor de Juan había entrado en el clero y se convirtió en obispo de Münster en 1310. |  | Adelaida de Brunswick-Luneburgo, hija del duque Otón I de Brunswick-Luneburgo (6 hijos) (? - fall. 12 de junio de 1274; matr. 10 de septiembre de 1263) Matilda de Cléveris, hija del conde Teodorico VI de Cléveris (6 hijos) (? - fall. 21 de diciembre de 1309; matr. marzo de 1276)                 | 10 de septiembre de 1263 marzo de 1276         | 12 de junio de 1274 21 de diciembre de 1308 |
|        | 21 de diciembre de 1308 | 17 de enero de 1328     | Otón el Viejo (c. 1272-17 de enero de 1328)                                                                                    | Otón I hijo de Enrique I y su primera mujer, tomó el control de la Alta Hesse después de la muerte de su padre en 1308. Su medio hermano Juan recibió la Baja Hesse y cuando murió en 1311, Otón I tomó las riendas del gobierno también allí. Murió en enero de 1328 y fue enterrado en el monasterio de Ahnaberg . |  | Adelaida de Ravensberg, hija del conde Otto III de Ravensberg (5 hijos) (1270 - 3 de abril de 1338; matr. 1297) | 1297                                           | 17 de enero de 1328                         |
|        | 21 de diciembre de 1308 | 14 de febrero de 1311   | Juan del Bajo Hesse (c. 1278-14 de febrero de 1311)                                                                            | Hijo de Enrique I y su 2.ª mujer, Matilda de Cleves; después de la división de la herencia, fue landgrave de Baja Hesse (Kassel) de 1308 a 1311. Disputas territoriales con el margrave Federico I de Meißen después de que el rey alemán y más tarde emperador Enrique VII concediera al medio hermano de Otón, que gobernaba en Kassel, el patrocinio sobre Goslar, Mühlhausen y Nordhausen. Al igual que su esposa Adelaida de Braunschweig-Lüneburg, Johann murió a causa de la peste en Kassel en 1311. |  | |                                                |                                             |
|        | 17 de enero de 1328     | 3 de junio de 1376      | Enrique II (de Hierro) (ca. 1299-3 de junio de 1376)                                                                           | Enrique II, hijo de Otón I, tras su muerte en 1328 asumió el gobierno, después de haber sido corregente desde 1320/21. Gobernó hasta su muerte en 1376. Después de su muerte en 1376 fue enterrado en la Iglesia de Santa Isabel (Marburgo). |  | Isabel de Turingia, hija de Federico I de Meissen (5 hijos) (1306- 1368; matr. 1322) | 17 de enero de 1328                            | 1368                                        |
|        | 3 de junio de 1376      | 10 de junio de 1413     | Herman II el Ilustrado (ca. 1341-10 de junio de 1413)                                                                          | Hermann II era el segundo hijo de Luis el Junker y de su esposa Isabel. Inicialmente estaba destinado a una carrera en la iglesia. Pero tras la muerte de Otón de Hesse el entonces heredero al trono de Enrique II, éste lo nombró corregente en 1367. La Sternerkrieg (guerra estelar) vació las arcas de Hesse, por lo que Hermann promulgó un nuevo impuesto, provocando así el descontento de la población. No fue hasta 1378 que se logró una igualación. En 1384, Hermann aprobó una nueva constitución y Kassel perdió su independencia. Los ciudadanos de Kassel recurrieron a Baltasar de Turingia , quien fue a la guerra con sus aliados contra Hermann, que no se resolvió hasta 1400. |  | Juana de Nassau-Weilburg, condesa de Nassau-Weilburg (sin hijos) (c. 1362-1383; matr. 3 de febrero de 1277) Margarita de Hohenzollern-Núremberg, hija de Federico V de Núremberg (8 hijos) (c. 1360-1406; matr. 15 de octubre de 1383)                                                                  | 3 de febrero de 1277 15 de octubre de 1383     | 1383 1406                                   |
|        | 10 de junio de 1413     | 17 de enero de 1458     | Luis I el Pacífico (6 de febrero de 1402-17 de enero de 1458)                                                                  | Luis I era hijo del landgrave Hermann II de Hesse y de Margarita, hija del burgrave Federico V de Núremberg. Tras la muerte de su padre, Ludwig asumió el título de landgrave. Bajo su reinado, en 1421, todos los gremios de artesanos recibieron nuevas cartas gremiales que les garantizaban libertades y derechos que nunca antes habían experimentado. |  | Ana de Sajonia, hija del elector Federico I de Sajonia (5 hijos) (5 de junio de 1420-17 de septiembre de 1462; matr. 13 de septiembre de 1436) | 8 de septiembre de 1436                        | 17 de enero de 1458                         |
|        | 17 de enero de 1458     | 8 de noviembre de 1471  | Luis II el Franco (7 de septiembre de 1438-8 de noviembre de 1471)                                                             | Luis II el Franco, landgrave de Baja Hesse, era el hijo mayor de Luis I el Pacífico que dividió el landgraviato en Baja Hesse y Alta Hesse, gobernando Luis II el primero y su hermano menor Enrique III el último. Debido a la falta de claridad de las fronteras, estalló una guerra entre los dos hermanos (guerra fratricida de Hesse). Luis II murió poco después de un viaje de caza en el castillo de Reichenbach y fue enterrado en la iglesia de Santa Isabel (Marburgo). Más tarde se sospechó que había muerto a causa de un envenenamiento. |  | Matilda de Württemberg, hija de Luis I de Wurtemberg-Urach (4 hijos) (1438-6 de junio de 1495; matr. 1 de septiembre de 1454) | 1 de septiembre de 1454                        | 8 de noviembre de 1471                      |
|        | 17 de enero de 1458     | 13 de enero de 1483     | Enrique III el Rico (15 de octubre de 1440-13 de enero de 1483)                                                                | Segundo hijo de Luis I el Pacífico y de Ana de Sajonia. Después de la muerte de Luis I, heredó Enrique III el landgraviato de Alta Hesse, su hermano Luis II se convirtió en Landgrave de Baja Hesse. Como no existía una regulación sucesoria vinculante, surgió un conflicto entre los hermanos que culminó en la Guerra Civil de Hesse en 1469. Después de la muerte de Luis II en 1471, gobernó Enrique III hasta su muerte sobre el Bajo y el Alto Hesse. |  | Ana de Katzenelnbogen, hija de Felipe I, conde de Katzenelnbogen (6 hijos) (5 de septiembre de 1443-16 de febrero de 1494; matr. 1458) | 1458                                           | 13 de enero de 1483                         |
|        | 8 de noviembre de 1471  | 3 de junio de 1493      | Guillermo I el Viejo (4 de julio de 1466-8 de febrero de 1515)                                                                 | Sucedió a su padre Luis II el Franco en 1471 en Baja Hesse y en 1483 a su tío Enrique III el Rico en Alta Hesse. Probablemente contrajo sífilis durante una peregrinación a Palestina en 1491-1492 y dejó el gobierno a su hermano Guillermo II. En 1515 murió en su residencia, el castillo de Spangenberg. Fue tío de Felipe el Magnánimo y décimo tío abuelo del futuro emperador Guillermo I de Prusia. |  | Ana de Brunswick-Wolfenbüttel, hija de Guillermo IV de Brunswick-Luneburgo (5 hijas) (1460-16 de mayo de 1520; matr. 17 de febrero de 1488) | 17 de febrero de 1488                          | 3 de junio de 1493                          |
|        | 13 de enero de 1483     | 17 de febrero de 1500   | Guillermo III el Joven (8 de septiembre de 1471-17 de febrero de 1500)                                                         | Hijo del Landgrave Enrique III y Anna von Katzenelnbogen. Gobernó desde Marburgo el distrito de Alta Hesse. Como Enrique III. Cuando murió en 1483, todavía era menor de edad, por lo que su tío Hermann, arzobispo de Colonia, y el maestro de la corte Hans von Dörnburg fueron sus tutores hasta 1489. Gracias a los altos ingresos de su parte del condado, pudo adquirir partes del gobierno de Eppstein en 1492 y de Klingenberg en 1493. Murió en 1500 en un accidente de caza en el que se cayó de su caballo y no dejó descendencia. el título pasó a su primo Guillermo II el Mediano. |  | Isabel, hija de Felipe elector del Palatinado (sin hijos) (16 de noviembre de 1483-24 de junio de 1522; matr. 12 de febrero de 1496) | 12 de febrero de 1496                          | 17 de febrero de 1500                       |
|        | 3 de junio de 1493      | 11 de julio de 1509     | Guillermo II el Mediano, reunificación de Hesse en 1500 (29 de abril de 1469-11 de julio de 1509)                              | de Baja Hesse desde 1493, de Alta y Baja Hesse desde 1500 Wilhelm era el segundo hijo del Landgrave Luis el Libre y su esposa Mechthild. Inicialmente, Wilhelm estaba destinado a una carrera espiritual, pero durante su formación descubrió su inclinación por las armas. Era un buen amigo del rey alemán y más tarde emperador Maximiliano . Después de la muerte de su primo Guillermo III, "el Joven", sin hijos , en 1500, Guillermo unió en sus manos todo el Landgraviato de Hesse. |  | Yolanda, hija de Federico II de Vaudémont (1 hijo) (?-21 de mayo de 1500; matr. 9 de noviembre de 1497) Ana de Mecklemburgo-Schwerin (3 hijos) (14 de septiembre de 1485-12 de mayo de 1525; matr. 20 de octubre de 1500                                                                                | 9 de noviembre de 1497) 20 de octubre de 1500) | 21 de mayo de 1500 11 de julio de 1509      |
|        | 11 de julio de 1509     | 31 de marzo de 1567     | Felipe el Magnánimo, hijo de Guillermo II . Hijo mayor de Guillermo IV el Sabio, (13 de noviembre de 1504-31 de marzo de 1567) | Su gobierno estuvo asociado con la introducción de la Reforma en Hesse, la fundación de la Universidad de Marburg y un importante papel político del landgraviate dentro del Sacro Imperio Romano Germánico. Después de la derrota en la Guerra de Esmalcalda, el emperador lo mantuvo prisionero durante cinco años. Considerado el más importante de los landgraves de Hesse. A su muerte, el landgraviato fue dividido entre cuatro de sus hijos: - Guillermo IV el Sabio, landgrave de Hesse-Kassel, hijo mayor; - Luis IV, landgrave de Hesse-Marburg, 2.º hijo; - Felipe el Joven, landgrave de Hesse-Rheinfels, 3.º hijo; - Jorge I, landgrave de Hesse-Darmstadt, 4.º hijo |  | Cristina de Sajonia, hija de Jorge duque de Sajonia (10 hijos) (25 de diciembre de 1505-15 de abril de 1549; matr. 11 de diciembre de 1523) Margarita von der Saale, hija de Jorge duque de Sajonia, en matrimonio morganático (y bigamo) (9 hijos) (1522-6 de julio de 1566; matr. 4 de marzo de 1540) | 11 de diciembre de 15234 de marzo de 1540      | 15 de abril de 15496 de julio de 1566       |

## Divisiones de la Casa de Hesse
|  |  |                                                                                                   |                                                                                                   |                                                                                                   |                                                                                                   |                                                                                                   |                                                                                                   |  |  |  |  |  |  | Felipe I de Hesse Landgrave de Hesse (1504-1509-1567)                                                    | | | | | |  |  |  |  |                                                                                      |                                                                                      |                                                                                      |                                                                                      |                                                                                      |                                                                                      |  |  |                                                                        |                                                                        |                                                                        |                                                                        |                                                                        |                                                                        |  |  |  |  |  |  |  |  |  |  |  |  |  |  |  |  |  |  |  |  |
|  |  |                                                                                                   |                                                                                                   |                                                                                                   |                                                                                                   |                                                                                                   |                                                                                                   |  |  |  |  |  |  | | | | | | |  |  |  |  |                                                                                      |                                                                                      |                                                                                      |                                                                                      |                                                                                      |                                                                                      |  |  |                                                                        |                                                                        |                                                                        |                                                                        |                                                                        |                                                                        |  |  |  |  |  |  |  |  |  |  |  |  |  |  |  |  |  |  |  |  |
|  |  |                                                                                                   |                                                                                                   |                                                                                                   |                                                                                                   |                                                                                                   |                                                                                                   |  |  |  |  |  |  | | | | | | |  |  |  |  |                                                                                      |                                                                                      |                                                                                      |                                                                                      |                                                                                      |                                                                                      |  |  |                                                                        |                                                                        |                                                                        |                                                                        |                                                                        |                                                                        |  |  |  |  |  |  |  |  |  |  |  |  |  |  |  |  |  |  |  |  |
|  |  | Guillermo IV Landgrave de H-Kassel (1532-1567-1592)                                               | Guillermo IV Landgrave de H-Kassel (1532-1567-1592)                                               | Guillermo IV Landgrave de H-Kassel (1532-1567-1592)                                               | Guillermo IV Landgrave de H-Kassel (1532-1567-1592)                                               | Guillermo IV Landgrave de H-Kassel (1532-1567-1592)                                               | Guillermo IV Landgrave de H-Kassel (1532-1567-1592)                                               |  |  |  |  |  |  | Felipe II Landgrave de H-Rheinfels (1541-1567-1583)                                                      | Felipe II Landgrave de H-Rheinfels (1541-1567-1583)                                                      | Felipe II Landgrave de H-Rheinfels (1541-1567-1583)                                                      | Felipe II Landgrave de H-Rheinfels (1541-1567-1583)                                                      | Felipe II Landgrave de H-Rheinfels (1541-1567-1583)                                                      | Felipe II Landgrave de H-Rheinfels (1541-1567-1583)                                                      |  |  |  |  | Jorge I Landgrave de H-Darmstadt (1547-1567-1596)                                    | Jorge I Landgrave de H-Darmstadt (1547-1567-1596)                                    | Jorge I Landgrave de H-Darmstadt (1547-1567-1596)                                    | Jorge I Landgrave de H-Darmstadt (1547-1567-1596)                                    | Jorge I Landgrave de H-Darmstadt (1547-1567-1596)                                    | Jorge I Landgrave de H-Darmstadt (1547-1567-1596)                                    |  |  | Luis IV el Viejo Landgrave de H-Marburgo (1537-1567-1604)              | Luis IV el Viejo Landgrave de H-Marburgo (1537-1567-1604)              | Luis IV el Viejo Landgrave de H-Marburgo (1537-1567-1604)              | Luis IV el Viejo Landgrave de H-Marburgo (1537-1567-1604)              | Luis IV el Viejo Landgrave de H-Marburgo (1537-1567-1604)              | Luis IV el Viejo Landgrave de H-Marburgo (1537-1567-1604)              |  |  |  |  |  |  |  |  |  |  |  |  |  |  |  |  |  |  |  |  |
|  |  | Guillermo IV Landgrave de H-Kassel (1532-1567-1592)                                               | Guillermo IV Landgrave de H-Kassel (1532-1567-1592)                                               | Guillermo IV Landgrave de H-Kassel (1532-1567-1592)                                               | Guillermo IV Landgrave de H-Kassel (1532-1567-1592)                                               | Guillermo IV Landgrave de H-Kassel (1532-1567-1592)                                               | Guillermo IV Landgrave de H-Kassel (1532-1567-1592)                                               |  |  |  |  |  |  | Felipe II Landgrave de H-Rheinfels (1541-1567-1583)                                                      | Felipe II Landgrave de H-Rheinfels (1541-1567-1583)                                                      | Felipe II Landgrave de H-Rheinfels (1541-1567-1583)                                                      | Felipe II Landgrave de H-Rheinfels (1541-1567-1583)                                                      | Felipe II Landgrave de H-Rheinfels (1541-1567-1583)                                                      | Felipe II Landgrave de H-Rheinfels (1541-1567-1583)                                                      |  |  |  |  | Jorge I Landgrave de H-Darmstadt (1547-1567-1596)                                    | Jorge I Landgrave de H-Darmstadt (1547-1567-1596)                                    | Jorge I Landgrave de H-Darmstadt (1547-1567-1596)                                    | Jorge I Landgrave de H-Darmstadt (1547-1567-1596)                                    | Jorge I Landgrave de H-Darmstadt (1547-1567-1596)                                    | Jorge I Landgrave de H-Darmstadt (1547-1567-1596)                                    |  |  | Luis IV el Viejo Landgrave de H-Marburgo (1537-1567-1604)              | Luis IV el Viejo Landgrave de H-Marburgo (1537-1567-1604)              | Luis IV el Viejo Landgrave de H-Marburgo (1537-1567-1604)              | Luis IV el Viejo Landgrave de H-Marburgo (1537-1567-1604)              | Luis IV el Viejo Landgrave de H-Marburgo (1537-1567-1604)              | Luis IV el Viejo Landgrave de H-Marburgo (1537-1567-1604)              |  |  |  |  |  |  |  |  |  |  |  |  |  |  |  |  |  |  |  |  |
|  |  |                                                                                                   |                                                                                                   |                                                                                                   |                                                                                                   |                                                                                                   |                                                                                                   |  |  |  |  |  |  | | | | | | |  |  |  |  |                                                                                      |                                                                                      |                                                                                      |                                                                                      |                                                                                      |                                                                                      |  |  |                                                                        |                                                                        |                                                                        |                                                                        |                                                                        |                                                                        |  |  |  |  |  |  |  |  |  |  |  |  |  |  |  |  |  |  |  |  |
|  |  | Mauricio I Landgrave de H-Kassel (1572-1592-1627)                                                 | Mauricio I Landgrave de H-Kassel (1572-1592-1627)                                                 | Mauricio I Landgrave de H-Kassel (1572-1592-1627)                                                 | Mauricio I Landgrave de H-Kassel (1572-1592-1627)                                                 | Mauricio I Landgrave de H-Kassel (1572-1592-1627)                                                 | Mauricio I Landgrave de H-Kassel (1572-1592-1627)                                                 |  |  |  |  |  |  | | | | | | |  |  |  |  | Luis V Landgrave de H-Darmstadt (1577-1596-1626)                                     | Luis V Landgrave de H-Darmstadt (1577-1596-1626)                                     | Luis V Landgrave de H-Darmstadt (1577-1596-1626)                                     | Luis V Landgrave de H-Darmstadt (1577-1596-1626)                                     | Luis V Landgrave de H-Darmstadt (1577-1596-1626)                                     | Luis V Landgrave de H-Darmstadt (1577-1596-1626)                                     |  |  | Federico I Landgrave de H-Homburg (1585-1622-1638)                     | Federico I Landgrave de H-Homburg (1585-1622-1638)                     | Federico I Landgrave de H-Homburg (1585-1622-1638)                     | Federico I Landgrave de H-Homburg (1585-1622-1638)                     | Federico I Landgrave de H-Homburg (1585-1622-1638)                     | Federico I Landgrave de H-Homburg (1585-1622-1638)                     |  |  |  |  |  |  |  |  |  |  |  |  |  |  |  |  |  |  |  |  |
|  |  | Mauricio I Landgrave de H-Kassel (1572-1592-1627)                                                 | Mauricio I Landgrave de H-Kassel (1572-1592-1627)                                                 | Mauricio I Landgrave de H-Kassel (1572-1592-1627)                                                 | Mauricio I Landgrave de H-Kassel (1572-1592-1627)                                                 | Mauricio I Landgrave de H-Kassel (1572-1592-1627)                                                 | Mauricio I Landgrave de H-Kassel (1572-1592-1627)                                                 |  |  |  |  |  |  | | | | | | |  |  |  |  | Luis V Landgrave de H-Darmstadt (1577-1596-1626)                                     | Luis V Landgrave de H-Darmstadt (1577-1596-1626)                                     | Luis V Landgrave de H-Darmstadt (1577-1596-1626)                                     | Luis V Landgrave de H-Darmstadt (1577-1596-1626)                                     | Luis V Landgrave de H-Darmstadt (1577-1596-1626)                                     | Luis V Landgrave de H-Darmstadt (1577-1596-1626)                                     |  |  | Federico I Landgrave de H-Homburg (1585-1622-1638)                     | Federico I Landgrave de H-Homburg (1585-1622-1638)                     | Federico I Landgrave de H-Homburg (1585-1622-1638)                     | Federico I Landgrave de H-Homburg (1585-1622-1638)                     | Federico I Landgrave de H-Homburg (1585-1622-1638)                     | Federico I Landgrave de H-Homburg (1585-1622-1638)                     |  |  |  |  |  |  |  |  |  |  |  |  |  |  |  |  |  |  |  |  |
|  |  |                                                                                                   |                                                                                                   |                                                                                                   |                                                                                                   |                                                                                                   |                                                                                                   |  |  |  |  |  |  | | | | | | |  |  |  |  |                                                                                      |                                                                                      |                                                                                      |                                                                                      |                                                                                      |                                                                                      |  |  |                                                                        |                                                                        |                                                                        |                                                                        |                                                                        |                                                                        |  |  |  |  |  |  |  |  |  |  |  |  |  |  |  |  |  |  |  |  |
|  |  | Guillermo V Landgrave de H-Kassel (1602-1627-1637)                                                | Guillermo V Landgrave de H-Kassel (1602-1627-1637)                                                | Guillermo V Landgrave de H-Kassel (1602-1627-1637)                                                | Guillermo V Landgrave de H-Kassel (1602-1627-1637)                                                | Guillermo V Landgrave de H-Kassel (1602-1627-1637)                                                | Guillermo V Landgrave de H-Kassel (1602-1627-1637)                                                |  |  |  |  |  |  | Ernesto de H-Rheinfels Landgrave de H-Rheinfels y Landgrave de H-Rotenburg (desde 1658) (1623-1649-1693) | Ernesto de H-Rheinfels Landgrave de H-Rheinfels y Landgrave de H-Rotenburg (desde 1658) (1623-1649-1693) | Ernesto de H-Rheinfels Landgrave de H-Rheinfels y Landgrave de H-Rotenburg (desde 1658) (1623-1649-1693) | Ernesto de H-Rheinfels Landgrave de H-Rheinfels y Landgrave de H-Rotenburg (desde 1658) (1623-1649-1693) | Ernesto de H-Rheinfels Landgrave de H-Rheinfels y Landgrave de H-Rotenburg (desde 1658) (1623-1649-1693) | Ernesto de H-Rheinfels Landgrave de H-Rheinfels y Landgrave de H-Rotenburg (desde 1658) (1623-1649-1693) |  |  |  |  | Jorge II Landgrave de H-Darmstadt (1605-1626-1661)                                   | Jorge II Landgrave de H-Darmstadt (1605-1626-1661)                                   | Jorge II Landgrave de H-Darmstadt (1605-1626-1661)                                   | Jorge II Landgrave de H-Darmstadt (1605-1626-1661)                                   | Jorge II Landgrave de H-Darmstadt (1605-1626-1661)                                   | Jorge II Landgrave de H-Darmstadt (1605-1626-1661)                                   |  |  | Guillermo Cristóbal Landgrave de H-Homburg (1625-1638-1681)            | Guillermo Cristóbal Landgrave de H-Homburg (1625-1638-1681)            | Guillermo Cristóbal Landgrave de H-Homburg (1625-1638-1681)            | Guillermo Cristóbal Landgrave de H-Homburg (1625-1638-1681)            | Guillermo Cristóbal Landgrave de H-Homburg (1625-1638-1681)            | Guillermo Cristóbal Landgrave de H-Homburg (1625-1638-1681)            |  |  |  |  |  |  |  |  |  |  |  |  |  |  |  |  |  |  |  |  |
|  |  | Guillermo V Landgrave de H-Kassel (1602-1627-1637)                                                | Guillermo V Landgrave de H-Kassel (1602-1627-1637)                                                | Guillermo V Landgrave de H-Kassel (1602-1627-1637)                                                | Guillermo V Landgrave de H-Kassel (1602-1627-1637)                                                | Guillermo V Landgrave de H-Kassel (1602-1627-1637)                                                | Guillermo V Landgrave de H-Kassel (1602-1627-1637)                                                |  |  |  |  |  |  | Ernesto de H-Rheinfels Landgrave de H-Rheinfels y Landgrave de H-Rotenburg (desde 1658) (1623-1649-1693) | Ernesto de H-Rheinfels Landgrave de H-Rheinfels y Landgrave de H-Rotenburg (desde 1658) (1623-1649-1693) | Ernesto de H-Rheinfels Landgrave de H-Rheinfels y Landgrave de H-Rotenburg (desde 1658) (1623-1649-1693) | Ernesto de H-Rheinfels Landgrave de H-Rheinfels y Landgrave de H-Rotenburg (desde 1658) (1623-1649-1693) | Ernesto de H-Rheinfels Landgrave de H-Rheinfels y Landgrave de H-Rotenburg (desde 1658) (1623-1649-1693) | Ernesto de H-Rheinfels Landgrave de H-Rheinfels y Landgrave de H-Rotenburg (desde 1658) (1623-1649-1693) |  |  |  |  | Jorge II Landgrave de H-Darmstadt (1605-1626-1661)                                   | Jorge II Landgrave de H-Darmstadt (1605-1626-1661)                                   | Jorge II Landgrave de H-Darmstadt (1605-1626-1661)                                   | Jorge II Landgrave de H-Darmstadt (1605-1626-1661)                                   | Jorge II Landgrave de H-Darmstadt (1605-1626-1661)                                   | Jorge II Landgrave de H-Darmstadt (1605-1626-1661)                                   |  |  | Guillermo Cristóbal Landgrave de H-Homburg (1625-1638-1681)            | Guillermo Cristóbal Landgrave de H-Homburg (1625-1638-1681)            | Guillermo Cristóbal Landgrave de H-Homburg (1625-1638-1681)            | Guillermo Cristóbal Landgrave de H-Homburg (1625-1638-1681)            | Guillermo Cristóbal Landgrave de H-Homburg (1625-1638-1681)            | Guillermo Cristóbal Landgrave de H-Homburg (1625-1638-1681)            |  |  |  |  |  |  |  |  |  |  |  |  |  |  |  |  |  |  |  |  |
|  |  | Guillermo VI Landgrave de H-Kassel (1629-1637-1663)                                               | Guillermo VI Landgrave de H-Kassel (1629-1637-1663)                                               | Guillermo VI Landgrave de H-Kassel (1629-1637-1663)                                               | Guillermo VI Landgrave de H-Kassel (1629-1637-1663)                                               | Guillermo VI Landgrave de H-Kassel (1629-1637-1663)                                               | Guillermo VI Landgrave de H-Kassel (1629-1637-1663)                                               |  |  |  |  |  |  | Guillermo I de Hesse-Rotenburg Landgrave de H-Rotenburg (1648-1693-1725)                                 | Guillermo I de Hesse-Rotenburg Landgrave de H-Rotenburg (1648-1693-1725)                                 | Guillermo I de Hesse-Rotenburg Landgrave de H-Rotenburg (1648-1693-1725)                                 | Guillermo I de Hesse-Rotenburg Landgrave de H-Rotenburg (1648-1693-1725)                                 | Guillermo I de Hesse-Rotenburg Landgrave de H-Rotenburg (1648-1693-1725)                                 | Guillermo I de Hesse-Rotenburg Landgrave de H-Rotenburg (1648-1693-1725)                                 |  |  |  |  | Luis VI Landgrave de H-Darmstadt (1630-1661-1678)                                    | Luis VI Landgrave de H-Darmstadt (1630-1661-1678)                                    | Luis VI Landgrave de H-Darmstadt (1630-1661-1678)                                    | Luis VI Landgrave de H-Darmstadt (1630-1661-1678)                                    | Luis VI Landgrave de H-Darmstadt (1630-1661-1678)                                    | Luis VI Landgrave de H-Darmstadt (1630-1661-1678)                                    |  |  | Federico II Landgrave de H-Homburg (1633-1679-1708)                    | Federico II Landgrave de H-Homburg (1633-1679-1708)                    | Federico II Landgrave de H-Homburg (1633-1679-1708)                    | Federico II Landgrave de H-Homburg (1633-1679-1708)                    | Federico II Landgrave de H-Homburg (1633-1679-1708)                    | Federico II Landgrave de H-Homburg (1633-1679-1708)                    |  |  |  |  |  |  |  |  |  |  |  |  |  |  |  |  |  |  |  |  |
|  |  | Guillermo VI Landgrave de H-Kassel (1629-1637-1663)                                               | Guillermo VI Landgrave de H-Kassel (1629-1637-1663)                                               | Guillermo VI Landgrave de H-Kassel (1629-1637-1663)                                               | Guillermo VI Landgrave de H-Kassel (1629-1637-1663)                                               | Guillermo VI Landgrave de H-Kassel (1629-1637-1663)                                               | Guillermo VI Landgrave de H-Kassel (1629-1637-1663)                                               |  |  |  |  |  |  | Guillermo I de Hesse-Rotenburg Landgrave de H-Rotenburg (1648-1693-1725)                                 | Guillermo I de Hesse-Rotenburg Landgrave de H-Rotenburg (1648-1693-1725)                                 | Guillermo I de Hesse-Rotenburg Landgrave de H-Rotenburg (1648-1693-1725)                                 | Guillermo I de Hesse-Rotenburg Landgrave de H-Rotenburg (1648-1693-1725)                                 | Guillermo I de Hesse-Rotenburg Landgrave de H-Rotenburg (1648-1693-1725)                                 | Guillermo I de Hesse-Rotenburg Landgrave de H-Rotenburg (1648-1693-1725)                                 |  |  |  |  | Luis VI Landgrave de H-Darmstadt (1630-1661-1678)                                    | Luis VI Landgrave de H-Darmstadt (1630-1661-1678)                                    | Luis VI Landgrave de H-Darmstadt (1630-1661-1678)                                    | Luis VI Landgrave de H-Darmstadt (1630-1661-1678)                                    | Luis VI Landgrave de H-Darmstadt (1630-1661-1678)                                    | Luis VI Landgrave de H-Darmstadt (1630-1661-1678)                                    |  |  | Federico II Landgrave de H-Homburg (1633-1679-1708)                    | Federico II Landgrave de H-Homburg (1633-1679-1708)                    | Federico II Landgrave de H-Homburg (1633-1679-1708)                    | Federico II Landgrave de H-Homburg (1633-1679-1708)                    | Federico II Landgrave de H-Homburg (1633-1679-1708)                    | Federico II Landgrave de H-Homburg (1633-1679-1708)                    |  |  |  |  |  |  |  |  |  |  |  |  |  |  |  |  |  |  |  |  |
|  |  | Guillermo VII Landgrave de H-Kassel (1651-1663-1670)                                              | Guillermo VII Landgrave de H-Kassel (1651-1663-1670)                                              | Guillermo VII Landgrave de H-Kassel (1651-1663-1670)                                              | Guillermo VII Landgrave de H-Kassel (1651-1663-1670)                                              | Guillermo VII Landgrave de H-Kassel (1651-1663-1670)                                              | Guillermo VII Landgrave de H-Kassel (1651-1663-1670)                                              |  |  |  |  |  |  | Ernesto Leopoldo Landgrave de H-Rotenburg (1684-1725-1749)                                               | Ernesto Leopoldo Landgrave de H-Rotenburg (1684-1725-1749)                                               | Ernesto Leopoldo Landgrave de H-Rotenburg (1684-1725-1749)                                               | Ernesto Leopoldo Landgrave de H-Rotenburg (1684-1725-1749)                                               | Ernesto Leopoldo Landgrave de H-Rotenburg (1684-1725-1749)                                               | Ernesto Leopoldo Landgrave de H-Rotenburg (1684-1725-1749)                                               |  |  |  |  | Luis VII Landgrave de H-Darmstadt (1658-1678-1678)                                   | Luis VII Landgrave de H-Darmstadt (1658-1678-1678)                                   | Luis VII Landgrave de H-Darmstadt (1658-1678-1678)                                   | Luis VII Landgrave de H-Darmstadt (1658-1678-1678)                                   | Luis VII Landgrave de H-Darmstadt (1658-1678-1678)                                   | Luis VII Landgrave de H-Darmstadt (1658-1678-1678)                                   |  |  | Federico III Landgrave de H-Homburg (1673-1708-1746)                   | Federico III Landgrave de H-Homburg (1673-1708-1746)                   | Federico III Landgrave de H-Homburg (1673-1708-1746)                   | Federico III Landgrave de H-Homburg (1673-1708-1746)                   | Federico III Landgrave de H-Homburg (1673-1708-1746)                   | Federico III Landgrave de H-Homburg (1673-1708-1746)                   |  |  |  |  |  |  |  |  |  |  |  |  |  |  |  |  |  |  |  |  |
|  |  | Guillermo VII Landgrave de H-Kassel (1651-1663-1670)                                              | Guillermo VII Landgrave de H-Kassel (1651-1663-1670)                                              | Guillermo VII Landgrave de H-Kassel (1651-1663-1670)                                              | Guillermo VII Landgrave de H-Kassel (1651-1663-1670)                                              | Guillermo VII Landgrave de H-Kassel (1651-1663-1670)                                              | Guillermo VII Landgrave de H-Kassel (1651-1663-1670)                                              |  |  |  |  |  |  | Ernesto Leopoldo Landgrave de H-Rotenburg (1684-1725-1749)                                               | Ernesto Leopoldo Landgrave de H-Rotenburg (1684-1725-1749)                                               | Ernesto Leopoldo Landgrave de H-Rotenburg (1684-1725-1749)                                               | Ernesto Leopoldo Landgrave de H-Rotenburg (1684-1725-1749)                                               | Ernesto Leopoldo Landgrave de H-Rotenburg (1684-1725-1749)                                               | Ernesto Leopoldo Landgrave de H-Rotenburg (1684-1725-1749)                                               |  |  |  |  | Luis VII Landgrave de H-Darmstadt (1658-1678-1678)                                   | Luis VII Landgrave de H-Darmstadt (1658-1678-1678)                                   | Luis VII Landgrave de H-Darmstadt (1658-1678-1678)                                   | Luis VII Landgrave de H-Darmstadt (1658-1678-1678)                                   | Luis VII Landgrave de H-Darmstadt (1658-1678-1678)                                   | Luis VII Landgrave de H-Darmstadt (1658-1678-1678)                                   |  |  | Federico III Landgrave de H-Homburg (1673-1708-1746)                   | Federico III Landgrave de H-Homburg (1673-1708-1746)                   | Federico III Landgrave de H-Homburg (1673-1708-1746)                   | Federico III Landgrave de H-Homburg (1673-1708-1746)                   | Federico III Landgrave de H-Homburg (1673-1708-1746)                   | Federico III Landgrave de H-Homburg (1673-1708-1746)                   |  |  |  |  |  |  |  |  |  |  |  |  |  |  |  |  |  |  |  |  |
|  |  | Carlos I Landgrave de H-Kassel (1654-1670-1730)                                                   | Carlos I Landgrave de H-Kassel (1654-1670-1730)                                                   | Carlos I Landgrave de H-Kassel (1654-1670-1730)                                                   | Carlos I Landgrave de H-Kassel (1654-1670-1730)                                                   | Carlos I Landgrave de H-Kassel (1654-1670-1730)                                                   | Carlos I Landgrave de H-Kassel (1654-1670-1730)                                                   |  |  |  |  |  |  | Constantino Landgrave de H-Rotenburg (1716-1749-1778)                                                    | Constantino Landgrave de H-Rotenburg (1716-1749-1778)                                                    | Constantino Landgrave de H-Rotenburg (1716-1749-1778)                                                    | Constantino Landgrave de H-Rotenburg (1716-1749-1778)                                                    | Constantino Landgrave de H-Rotenburg (1716-1749-1778)                                                    | Constantino Landgrave de H-Rotenburg (1716-1749-1778)                                                    |  |  |  |  | Ernesto I Landgrave de H-Darmstadt (1667-1678-1739)                                  | Ernesto I Landgrave de H-Darmstadt (1667-1678-1739)                                  | Ernesto I Landgrave de H-Darmstadt (1667-1678-1739)                                  | Ernesto I Landgrave de H-Darmstadt (1667-1678-1739)                                  | Ernesto I Landgrave de H-Darmstadt (1667-1678-1739)                                  | Ernesto I Landgrave de H-Darmstadt (1667-1678-1739)                                  |  |  | Federico IV Landgrave de H-Homburg (1724-1746-1751)                    | Federico IV Landgrave de H-Homburg (1724-1746-1751)                    | Federico IV Landgrave de H-Homburg (1724-1746-1751)                    | Federico IV Landgrave de H-Homburg (1724-1746-1751)                    | Federico IV Landgrave de H-Homburg (1724-1746-1751)                    | Federico IV Landgrave de H-Homburg (1724-1746-1751)                    |  |  |  |  |  |  |  |  |  |  |  |  |  |  |  |  |  |  |  |  |
|  |  | Carlos I Landgrave de H-Kassel (1654-1670-1730)                                                   | Carlos I Landgrave de H-Kassel (1654-1670-1730)                                                   | Carlos I Landgrave de H-Kassel (1654-1670-1730)                                                   | Carlos I Landgrave de H-Kassel (1654-1670-1730)                                                   | Carlos I Landgrave de H-Kassel (1654-1670-1730)                                                   | Carlos I Landgrave de H-Kassel (1654-1670-1730)                                                   |  |  |  |  |  |  | Constantino Landgrave de H-Rotenburg (1716-1749-1778)                                                    | Constantino Landgrave de H-Rotenburg (1716-1749-1778)                                                    | Constantino Landgrave de H-Rotenburg (1716-1749-1778)                                                    | Constantino Landgrave de H-Rotenburg (1716-1749-1778)                                                    | Constantino Landgrave de H-Rotenburg (1716-1749-1778)                                                    | Constantino Landgrave de H-Rotenburg (1716-1749-1778)                                                    |  |  |  |  | Ernesto I Landgrave de H-Darmstadt (1667-1678-1739)                                  | Ernesto I Landgrave de H-Darmstadt (1667-1678-1739)                                  | Ernesto I Landgrave de H-Darmstadt (1667-1678-1739)                                  | Ernesto I Landgrave de H-Darmstadt (1667-1678-1739)                                  | Ernesto I Landgrave de H-Darmstadt (1667-1678-1739)                                  | Ernesto I Landgrave de H-Darmstadt (1667-1678-1739)                                  |  |  | Federico IV Landgrave de H-Homburg (1724-1746-1751)                    | Federico IV Landgrave de H-Homburg (1724-1746-1751)                    | Federico IV Landgrave de H-Homburg (1724-1746-1751)                    | Federico IV Landgrave de H-Homburg (1724-1746-1751)                    | Federico IV Landgrave de H-Homburg (1724-1746-1751)                    | Federico IV Landgrave de H-Homburg (1724-1746-1751)                    |  |  |  |  |  |  |  |  |  |  |  |  |  |  |  |  |  |  |  |  |
|  |  | Federico I Landgrave de H-Kassel (rey de Suecia, 1720-1751) (1676-1730-1751)                      | Federico I Landgrave de H-Kassel (rey de Suecia, 1720-1751) (1676-1730-1751)                      | Federico I Landgrave de H-Kassel (rey de Suecia, 1720-1751) (1676-1730-1751)                      | Federico I Landgrave de H-Kassel (rey de Suecia, 1720-1751) (1676-1730-1751)                      | Federico I Landgrave de H-Kassel (rey de Suecia, 1720-1751) (1676-1730-1751)                      | Federico I Landgrave de H-Kassel (rey de Suecia, 1720-1751) (1676-1730-1751)                      |  |  |  |  |  |  | Carlos Manuel Landgrave de H-Rotenburg (1746-1778-1806-1812)                                             | Carlos Manuel Landgrave de H-Rotenburg (1746-1778-1806-1812)                                             | Carlos Manuel Landgrave de H-Rotenburg (1746-1778-1806-1812)                                             | Carlos Manuel Landgrave de H-Rotenburg (1746-1778-1806-1812)                                             | Carlos Manuel Landgrave de H-Rotenburg (1746-1778-1806-1812)                                             | Carlos Manuel Landgrave de H-Rotenburg (1746-1778-1806-1812)                                             |  |  |  |  | Luis VIII Landgrave de H-Darmstadt (1691-1739-1768)                                  | Luis VIII Landgrave de H-Darmstadt (1691-1739-1768)                                  | Luis VIII Landgrave de H-Darmstadt (1691-1739-1768)                                  | Luis VIII Landgrave de H-Darmstadt (1691-1739-1768)                                  | Luis VIII Landgrave de H-Darmstadt (1691-1739-1768)                                  | Luis VIII Landgrave de H-Darmstadt (1691-1739-1768)                                  |  |  | Federico V Landgrave de H-Homburg (1748-1751-1806) (1815-1820) (rest.) | Federico V Landgrave de H-Homburg (1748-1751-1806) (1815-1820) (rest.) | Federico V Landgrave de H-Homburg (1748-1751-1806) (1815-1820) (rest.) | Federico V Landgrave de H-Homburg (1748-1751-1806) (1815-1820) (rest.) | Federico V Landgrave de H-Homburg (1748-1751-1806) (1815-1820) (rest.) | Federico V Landgrave de H-Homburg (1748-1751-1806) (1815-1820) (rest.) |  |  |  |  |  |  |  |  |  |  |  |  |  |  |  |  |  |  |  |  |
|  |  | Federico I Landgrave de H-Kassel (rey de Suecia, 1720-1751) (1676-1730-1751)                      | Federico I Landgrave de H-Kassel (rey de Suecia, 1720-1751) (1676-1730-1751)                      | Federico I Landgrave de H-Kassel (rey de Suecia, 1720-1751) (1676-1730-1751)                      | Federico I Landgrave de H-Kassel (rey de Suecia, 1720-1751) (1676-1730-1751)                      | Federico I Landgrave de H-Kassel (rey de Suecia, 1720-1751) (1676-1730-1751)                      | Federico I Landgrave de H-Kassel (rey de Suecia, 1720-1751) (1676-1730-1751)                      |  |  |  |  |  |  | Carlos Manuel Landgrave de H-Rotenburg (1746-1778-1806-1812)                                             | Carlos Manuel Landgrave de H-Rotenburg (1746-1778-1806-1812)                                             | Carlos Manuel Landgrave de H-Rotenburg (1746-1778-1806-1812)                                             | Carlos Manuel Landgrave de H-Rotenburg (1746-1778-1806-1812)                                             | Carlos Manuel Landgrave de H-Rotenburg (1746-1778-1806-1812)                                             | Carlos Manuel Landgrave de H-Rotenburg (1746-1778-1806-1812)                                             |  |  |  |  | Luis VIII Landgrave de H-Darmstadt (1691-1739-1768)                                  | Luis VIII Landgrave de H-Darmstadt (1691-1739-1768)                                  | Luis VIII Landgrave de H-Darmstadt (1691-1739-1768)                                  | Luis VIII Landgrave de H-Darmstadt (1691-1739-1768)                                  | Luis VIII Landgrave de H-Darmstadt (1691-1739-1768)                                  | Luis VIII Landgrave de H-Darmstadt (1691-1739-1768)                                  |  |  | Federico V Landgrave de H-Homburg (1748-1751-1806) (1815-1820) (rest.) | Federico V Landgrave de H-Homburg (1748-1751-1806) (1815-1820) (rest.) | Federico V Landgrave de H-Homburg (1748-1751-1806) (1815-1820) (rest.) | Federico V Landgrave de H-Homburg (1748-1751-1806) (1815-1820) (rest.) | Federico V Landgrave de H-Homburg (1748-1751-1806) (1815-1820) (rest.) | Federico V Landgrave de H-Homburg (1748-1751-1806) (1815-1820) (rest.) |  |  |  |  |  |  |  |  |  |  |  |  |  |  |  |  |  |  |  |  |
|  |  | Guillermo VIII Landgrave de H-Kassel (regente de su hermano, 1730-1751) (1682-1751-1760)          | Guillermo VIII Landgrave de H-Kassel (regente de su hermano, 1730-1751) (1682-1751-1760)          | Guillermo VIII Landgrave de H-Kassel (regente de su hermano, 1730-1751) (1682-1751-1760)          | Guillermo VIII Landgrave de H-Kassel (regente de su hermano, 1730-1751) (1682-1751-1760)          | Guillermo VIII Landgrave de H-Kassel (regente de su hermano, 1730-1751) (1682-1751-1760)          | Guillermo VIII Landgrave de H-Kassel (regente de su hermano, 1730-1751) (1682-1751-1760)          |  |  |  |  |  |  | Víctor Amadeo Landgrave de H-Rotenburg (1779-1813-1834)                                                  | Víctor Amadeo Landgrave de H-Rotenburg (1779-1813-1834)                                                  | Víctor Amadeo Landgrave de H-Rotenburg (1779-1813-1834)                                                  | Víctor Amadeo Landgrave de H-Rotenburg (1779-1813-1834)                                                  | Víctor Amadeo Landgrave de H-Rotenburg (1779-1813-1834)                                                  | Víctor Amadeo Landgrave de H-Rotenburg (1779-1813-1834)                                                  |  |  |  |  | Luis IX Landgrave de H-Darmstadt (1719-1768-1790)                                    | Luis IX Landgrave de H-Darmstadt (1719-1768-1790)                                    | Luis IX Landgrave de H-Darmstadt (1719-1768-1790)                                    | Luis IX Landgrave de H-Darmstadt (1719-1768-1790)                                    | Luis IX Landgrave de H-Darmstadt (1719-1768-1790)                                    | Luis IX Landgrave de H-Darmstadt (1719-1768-1790)                                    |  |  | Federico VI Landgrave de H-Homburg (1769-1820-1829)                    | Federico VI Landgrave de H-Homburg (1769-1820-1829)                    | Federico VI Landgrave de H-Homburg (1769-1820-1829)                    | Federico VI Landgrave de H-Homburg (1769-1820-1829)                    | Federico VI Landgrave de H-Homburg (1769-1820-1829)                    | Federico VI Landgrave de H-Homburg (1769-1820-1829)                    |  |  |  |  |  |  |  |  |  |  |  |  |  |  |  |  |  |  |  |  |
|  |  | Guillermo VIII Landgrave de H-Kassel (regente de su hermano, 1730-1751) (1682-1751-1760)          | Guillermo VIII Landgrave de H-Kassel (regente de su hermano, 1730-1751) (1682-1751-1760)          | Guillermo VIII Landgrave de H-Kassel (regente de su hermano, 1730-1751) (1682-1751-1760)          | Guillermo VIII Landgrave de H-Kassel (regente de su hermano, 1730-1751) (1682-1751-1760)          | Guillermo VIII Landgrave de H-Kassel (regente de su hermano, 1730-1751) (1682-1751-1760)          | Guillermo VIII Landgrave de H-Kassel (regente de su hermano, 1730-1751) (1682-1751-1760)          |  |  |  |  |  |  | Víctor Amadeo Landgrave de H-Rotenburg (1779-1813-1834)                                                  | Víctor Amadeo Landgrave de H-Rotenburg (1779-1813-1834)                                                  | Víctor Amadeo Landgrave de H-Rotenburg (1779-1813-1834)                                                  | Víctor Amadeo Landgrave de H-Rotenburg (1779-1813-1834)                                                  | Víctor Amadeo Landgrave de H-Rotenburg (1779-1813-1834)                                                  | Víctor Amadeo Landgrave de H-Rotenburg (1779-1813-1834)                                                  |  |  |  |  | Luis IX Landgrave de H-Darmstadt (1719-1768-1790)                                    | Luis IX Landgrave de H-Darmstadt (1719-1768-1790)                                    | Luis IX Landgrave de H-Darmstadt (1719-1768-1790)                                    | Luis IX Landgrave de H-Darmstadt (1719-1768-1790)                                    | Luis IX Landgrave de H-Darmstadt (1719-1768-1790)                                    | Luis IX Landgrave de H-Darmstadt (1719-1768-1790)                                    |  |  | Federico VI Landgrave de H-Homburg (1769-1820-1829)                    | Federico VI Landgrave de H-Homburg (1769-1820-1829)                    | Federico VI Landgrave de H-Homburg (1769-1820-1829)                    | Federico VI Landgrave de H-Homburg (1769-1820-1829)                    | Federico VI Landgrave de H-Homburg (1769-1820-1829)                    | Federico VI Landgrave de H-Homburg (1769-1820-1829)                    |  |  |  |  |  |  |  |  |  |  |  |  |  |  |  |  |  |  |  |  |
|  |  | Federico II Landgrave de H-Kassel (1720-1760-1785)                                                | Federico II Landgrave de H-Kassel (1720-1760-1785)                                                | Federico II Landgrave de H-Kassel (1720-1760-1785)                                                | Federico II Landgrave de H-Kassel (1720-1760-1785)                                                | Federico II Landgrave de H-Kassel (1720-1760-1785)                                                | Federico II Landgrave de H-Kassel (1720-1760-1785)                                                |  |  |  |  |  |  | | | | | | |  |  |  |  | Luis X (y I de H.) Landgrave de H-Darmstadt y Gran Duque desde 1806 (1753-1790-1830) | Luis X (y I de H.) Landgrave de H-Darmstadt y Gran Duque desde 1806 (1753-1790-1830) | Luis X (y I de H.) Landgrave de H-Darmstadt y Gran Duque desde 1806 (1753-1790-1830) | Luis X (y I de H.) Landgrave de H-Darmstadt y Gran Duque desde 1806 (1753-1790-1830) | Luis X (y I de H.) Landgrave de H-Darmstadt y Gran Duque desde 1806 (1753-1790-1830) | Luis X (y I de H.) Landgrave de H-Darmstadt y Gran Duque desde 1806 (1753-1790-1830) |  |  | Luis Guillermo Landgrave de H-Homburg (1770-1829-1839)                 | Luis Guillermo Landgrave de H-Homburg (1770-1829-1839)                 | Luis Guillermo Landgrave de H-Homburg (1770-1829-1839)                 | Luis Guillermo Landgrave de H-Homburg (1770-1829-1839)                 | Luis Guillermo Landgrave de H-Homburg (1770-1829-1839)                 | Luis Guillermo Landgrave de H-Homburg (1770-1829-1839)                 |  |  |  |  |  |  |  |  |  |  |  |  |  |  |  |  |  |  |  |  |
|  |  | Federico II Landgrave de H-Kassel (1720-1760-1785)                                                | Federico II Landgrave de H-Kassel (1720-1760-1785)                                                | Federico II Landgrave de H-Kassel (1720-1760-1785)                                                | Federico II Landgrave de H-Kassel (1720-1760-1785)                                                | Federico II Landgrave de H-Kassel (1720-1760-1785)                                                | Federico II Landgrave de H-Kassel (1720-1760-1785)                                                |  |  |  |  |  |  | | | | | | |  |  |  |  | Luis X (y I de H.) Landgrave de H-Darmstadt y Gran Duque desde 1806 (1753-1790-1830) | Luis X (y I de H.) Landgrave de H-Darmstadt y Gran Duque desde 1806 (1753-1790-1830) | Luis X (y I de H.) Landgrave de H-Darmstadt y Gran Duque desde 1806 (1753-1790-1830) | Luis X (y I de H.) Landgrave de H-Darmstadt y Gran Duque desde 1806 (1753-1790-1830) | Luis X (y I de H.) Landgrave de H-Darmstadt y Gran Duque desde 1806 (1753-1790-1830) | Luis X (y I de H.) Landgrave de H-Darmstadt y Gran Duque desde 1806 (1753-1790-1830) |  |  | Luis Guillermo Landgrave de H-Homburg (1770-1829-1839)                 | Luis Guillermo Landgrave de H-Homburg (1770-1829-1839)                 | Luis Guillermo Landgrave de H-Homburg (1770-1829-1839)                 | Luis Guillermo Landgrave de H-Homburg (1770-1829-1839)                 | Luis Guillermo Landgrave de H-Homburg (1770-1829-1839)                 | Luis Guillermo Landgrave de H-Homburg (1770-1829-1839)                 |  |  |  |  |  |  |  |  |  |  |  |  |  |  |  |  |  |  |  |  |
|  |  | Guillermo IX y (I de Hesse) Landgrave de H-Kassel y príncipe-elector desde 1803. (1743-1785-1821) | Guillermo IX y (I de Hesse) Landgrave de H-Kassel y príncipe-elector desde 1803. (1743-1785-1821) | Guillermo IX y (I de Hesse) Landgrave de H-Kassel y príncipe-elector desde 1803. (1743-1785-1821) | Guillermo IX y (I de Hesse) Landgrave de H-Kassel y príncipe-elector desde 1803. (1743-1785-1821) | Guillermo IX y (I de Hesse) Landgrave de H-Kassel y príncipe-elector desde 1803. (1743-1785-1821) | Guillermo IX y (I de Hesse) Landgrave de H-Kassel y príncipe-elector desde 1803. (1743-1785-1821) |  |  |  |  |  |  | | | | | | |  |  |  |  | Luis II Gran duque de Hesse-Darmstadt (1777-1830-1848)                               | Luis II Gran duque de Hesse-Darmstadt (1777-1830-1848)                               | Luis II Gran duque de Hesse-Darmstadt (1777-1830-1848)                               | Luis II Gran duque de Hesse-Darmstadt (1777-1830-1848)                               | Luis II Gran duque de Hesse-Darmstadt (1777-1830-1848)                               | Luis II Gran duque de Hesse-Darmstadt (1777-1830-1848)                               |  |  | Felipe Landgrave de H-Homburg (1779-1839-1846)                         | Felipe Landgrave de H-Homburg (1779-1839-1846)                         | Felipe Landgrave de H-Homburg (1779-1839-1846)                         | Felipe Landgrave de H-Homburg (1779-1839-1846)                         | Felipe Landgrave de H-Homburg (1779-1839-1846)                         | Felipe Landgrave de H-Homburg (1779-1839-1846)                         |  |  |  |  |  |  |  |  |  |  |  |  |  |  |  |  |  |  |  |  |
|  |  | Guillermo IX y (I de Hesse) Landgrave de H-Kassel y príncipe-elector desde 1803. (1743-1785-1821) | Guillermo IX y (I de Hesse) Landgrave de H-Kassel y príncipe-elector desde 1803. (1743-1785-1821) | Guillermo IX y (I de Hesse) Landgrave de H-Kassel y príncipe-elector desde 1803. (1743-1785-1821) | Guillermo IX y (I de Hesse) Landgrave de H-Kassel y príncipe-elector desde 1803. (1743-1785-1821) | Guillermo IX y (I de Hesse) Landgrave de H-Kassel y príncipe-elector desde 1803. (1743-1785-1821) | Guillermo IX y (I de Hesse) Landgrave de H-Kassel y príncipe-elector desde 1803. (1743-1785-1821) |  |  |  |  |  |  | | | | | | |  |  |  |  | Luis II Gran duque de Hesse-Darmstadt (1777-1830-1848)                               | Luis II Gran duque de Hesse-Darmstadt (1777-1830-1848)                               | Luis II Gran duque de Hesse-Darmstadt (1777-1830-1848)                               | Luis II Gran duque de Hesse-Darmstadt (1777-1830-1848)                               | Luis II Gran duque de Hesse-Darmstadt (1777-1830-1848)                               | Luis II Gran duque de Hesse-Darmstadt (1777-1830-1848)                               |  |  | Felipe Landgrave de H-Homburg (1779-1839-1846)                         | Felipe Landgrave de H-Homburg (1779-1839-1846)                         | Felipe Landgrave de H-Homburg (1779-1839-1846)                         | Felipe Landgrave de H-Homburg (1779-1839-1846)                         | Felipe Landgrave de H-Homburg (1779-1839-1846)                         | Felipe Landgrave de H-Homburg (1779-1839-1846)                         |  |  |  |  |  |  |  |  |  |  |  |  |  |  |  |  |  |  |  |  |
|  |  |                                                                                                   |                                                                                                   |                                                                                                   |                                                                                                   |                                                                                                   |                                                                                                   |  |  |  |  |  |  | | | | | | |  |  |  |  |                                                                                      |                                                                                      |                                                                                      |                                                                                      |                                                                                      |                                                                                      |  |  |                                                                        |                                                                        |                                                                        |                                                                        |                                                                        |                                                                        |  |  |  |  |  |  |  |  |  |  |  |  |  |  |  |  |  |  |  |  |
|  |  | Guillermo II Príncipe-elector de H-Kassel (1777-1821-1847)                                        | Guillermo II Príncipe-elector de H-Kassel (1777-1821-1847)                                        | Guillermo II Príncipe-elector de H-Kassel (1777-1821-1847)                                        | Guillermo II Príncipe-elector de H-Kassel (1777-1821-1847)                                        | Guillermo II Príncipe-elector de H-Kassel (1777-1821-1847)                                        | Guillermo II Príncipe-elector de H-Kassel (1777-1821-1847)                                        |  |  |  |  |  |  | Luis III Gran duque de Hesse-Darmstadt (1806-1848-1877)                                                  | Luis III Gran duque de Hesse-Darmstadt (1806-1848-1877)                                                  | Luis III Gran duque de Hesse-Darmstadt (1806-1848-1877)                                                  | Luis III Gran duque de Hesse-Darmstadt (1806-1848-1877)                                                  | Luis III Gran duque de Hesse-Darmstadt (1806-1848-1877)                                                  | Luis III Gran duque de Hesse-Darmstadt (1806-1848-1877)                                                  |  |  |  |  | Alejandro de Battenberg                                                              | Alejandro de Battenberg                                                              | Alejandro de Battenberg                                                              | Alejandro de Battenberg                                                              | Alejandro de Battenberg                                                              | Alejandro de Battenberg                                                              |  |  | Gustavo Landgrave de H-Homburg (1781 -1846-1848)                       | Gustavo Landgrave de H-Homburg (1781 -1846-1848)                       | Gustavo Landgrave de H-Homburg (1781 -1846-1848)                       | Gustavo Landgrave de H-Homburg (1781 -1846-1848)                       | Gustavo Landgrave de H-Homburg (1781 -1846-1848)                       | Gustavo Landgrave de H-Homburg (1781 -1846-1848)                       |  |  |  |  |  |  |  |  |  |  |  |  |  |  |  |  |  |  |  |  |
|  |  | Guillermo II Príncipe-elector de H-Kassel (1777-1821-1847)                                        | Guillermo II Príncipe-elector de H-Kassel (1777-1821-1847)                                        | Guillermo II Príncipe-elector de H-Kassel (1777-1821-1847)                                        | Guillermo II Príncipe-elector de H-Kassel (1777-1821-1847)                                        | Guillermo II Príncipe-elector de H-Kassel (1777-1821-1847)                                        | Guillermo II Príncipe-elector de H-Kassel (1777-1821-1847)                                        |  |  |  |  |  |  | Luis III Gran duque de Hesse-Darmstadt (1806-1848-1877)                                                  | Luis III Gran duque de Hesse-Darmstadt (1806-1848-1877)                                                  | Luis III Gran duque de Hesse-Darmstadt (1806-1848-1877)                                                  | Luis III Gran duque de Hesse-Darmstadt (1806-1848-1877)                                                  | Luis III Gran duque de Hesse-Darmstadt (1806-1848-1877)                                                  | Luis III Gran duque de Hesse-Darmstadt (1806-1848-1877)                                                  |  |  |  |  | Alejandro de Battenberg                                                              | Alejandro de Battenberg                                                              | Alejandro de Battenberg                                                              | Alejandro de Battenberg                                                              | Alejandro de Battenberg                                                              | Alejandro de Battenberg                                                              |  |  | Gustavo Landgrave de H-Homburg (1781 -1846-1848)                       | Gustavo Landgrave de H-Homburg (1781 -1846-1848)                       | Gustavo Landgrave de H-Homburg (1781 -1846-1848)                       | Gustavo Landgrave de H-Homburg (1781 -1846-1848)                       | Gustavo Landgrave de H-Homburg (1781 -1846-1848)                       | Gustavo Landgrave de H-Homburg (1781 -1846-1848)                       |  |  |  |  |  |  |  |  |  |  |  |  |  |  |  |  |  |  |  |  |
|  |  | Federico Guillermo Príncipe-elector de H-Kassel (1802-1847-1866-1875)                             | Federico Guillermo Príncipe-elector de H-Kassel (1802-1847-1866-1875)                             | Federico Guillermo Príncipe-elector de H-Kassel (1802-1847-1866-1875)                             | Federico Guillermo Príncipe-elector de H-Kassel (1802-1847-1866-1875)                             | Federico Guillermo Príncipe-elector de H-Kassel (1802-1847-1866-1875)                             | Federico Guillermo Príncipe-elector de H-Kassel (1802-1847-1866-1875)                             |  |  |  |  |  |  | Luis IV Gran duque de Hesse-Darmstadt (1837-1877-1892)                                                   | Luis IV Gran duque de Hesse-Darmstadt (1837-1877-1892)                                                   | Luis IV Gran duque de Hesse-Darmstadt (1837-1877-1892)                                                   | Luis IV Gran duque de Hesse-Darmstadt (1837-1877-1892)                                                   | Luis IV Gran duque de Hesse-Darmstadt (1837-1877-1892)                                                   | Luis IV Gran duque de Hesse-Darmstadt (1837-1877-1892)                                                   |  |  |  |  | Alejandro I de Bulgaria (1857-1893)                                                  | Alejandro I de Bulgaria (1857-1893)                                                  | Alejandro I de Bulgaria (1857-1893)                                                  | Alejandro I de Bulgaria (1857-1893)                                                  | Alejandro I de Bulgaria (1857-1893)                                                  | Alejandro I de Bulgaria (1857-1893)                                                  |  |  | Fernando Landgrave de H-Homburg (1783 -1848-1866)                      | Fernando Landgrave de H-Homburg (1783 -1848-1866)                      | Fernando Landgrave de H-Homburg (1783 -1848-1866)                      | Fernando Landgrave de H-Homburg (1783 -1848-1866)                      | Fernando Landgrave de H-Homburg (1783 -1848-1866)                      | Fernando Landgrave de H-Homburg (1783 -1848-1866)                      |  |  |  |  |  |  |  |  |  |  |  |  |  |  |  |  |  |  |  |  |
|  |  | Federico Guillermo Príncipe-elector de H-Kassel (1802-1847-1866-1875)                             | Federico Guillermo Príncipe-elector de H-Kassel (1802-1847-1866-1875)                             | Federico Guillermo Príncipe-elector de H-Kassel (1802-1847-1866-1875)                             | Federico Guillermo Príncipe-elector de H-Kassel (1802-1847-1866-1875)                             | Federico Guillermo Príncipe-elector de H-Kassel (1802-1847-1866-1875)                             | Federico Guillermo Príncipe-elector de H-Kassel (1802-1847-1866-1875)                             |  |  |  |  |  |  | Luis IV Gran duque de Hesse-Darmstadt (1837-1877-1892)                                                   | Luis IV Gran duque de Hesse-Darmstadt (1837-1877-1892)                                                   | Luis IV Gran duque de Hesse-Darmstadt (1837-1877-1892)                                                   | Luis IV Gran duque de Hesse-Darmstadt (1837-1877-1892)                                                   | Luis IV Gran duque de Hesse-Darmstadt (1837-1877-1892)                                                   | Luis IV Gran duque de Hesse-Darmstadt (1837-1877-1892)                                                   |  |  |  |  | Alejandro I de Bulgaria (1857-1893)                                                  | Alejandro I de Bulgaria (1857-1893)                                                  | Alejandro I de Bulgaria (1857-1893)                                                  | Alejandro I de Bulgaria (1857-1893)                                                  | Alejandro I de Bulgaria (1857-1893)                                                  | Alejandro I de Bulgaria (1857-1893)                                                  |  |  | Fernando Landgrave de H-Homburg (1783 -1848-1866)                      | Fernando Landgrave de H-Homburg (1783 -1848-1866)                      | Fernando Landgrave de H-Homburg (1783 -1848-1866)                      | Fernando Landgrave de H-Homburg (1783 -1848-1866)                      | Fernando Landgrave de H-Homburg (1783 -1848-1866)                      | Fernando Landgrave de H-Homburg (1783 -1848-1866)                      |  |  |  |  |  |  |  |  |  |  |  |  |  |  |  |  |  |  |  |  |
|  |  |                                                                                                   |                                                                                                   |                                                                                                   |                                                                                                   |                                                                                                   |                                                                                                   |  |  |  |  |  |  | Ernesto Luis (1868-1937) Gran duque de Hesse-Darmstadt (1868-1892-1918-1937)                             | | | | | |  |  |  |  |                                                                                      |                                                                                      |                                                                                      |                                                                                      |                                                                                      |                                                                                      |  |  |                                                                        |                                                                        |                                                                        |                                                                        |                                                                        |                                                                        |  |  |  |  |  |  |  |  |  |  |  |  |  |  |  |  |  |  |  |  |